# 경기지방노동위원회
경기지방노동위원회(京畿地方勞動委員會, Gyeonggi National Labor Relations Commission)는 노동관계에서 발생하는 노사간의 이익 및 권리분쟁을 신속하고 공정하게 조정·판정하여 산업평화 정착에 기여하기 위해 설립된 대한민국 고용노동부 중앙노동위원회 소속기관으로 경기지방노동위원회 위원장은 고위공무원 가급(1급 상당)의, 상임위원은 고위공무원 나급(2~3급 상당)의 별정직공무원으로 보한다. 경기도 수원시 장안구 서부로 2139 (율전동), SK허브블루 4층에서 경기 수원시 영통구 청명로 141 나라키움 통합청사 3층으로 이전하였다.